# Solenostomidae
Famille
Genre
Les Solenostomidae (ou Solénostomidés), communément appelés poissons-fantômes, sont une famille monotypique de poissons contenant uniquement le genre Solenostomus.
Ce sont des poissons des mers tropicales, au nez très allongé, et apparentés aux poissons-trompette et aux hippocampes.

## Liste des espèces
Selon FishBase (15 octobre 2014), ITIS (15 octobre 2014) et World Register of Marine Species (15 octobre 2014) :
- genre Solenostomus Lacepède, 1803
  - Solenostomus armatus Weber, 1913 (Pacifique ouest)
  - Solenostomus cyanopterus Bleeker, 1854  - Poisson-fantôme robuste (Indo-Pacifique tropical)
  - Solenostomus halimeda Orr, Fritzsche & Randall, 2002 (Indo-Pacifique tropical)
  - Solenostomus leptosoma Tanaka, 190 (Indo-Pacifique tropical)
  - Solenostomus paegnius Jordan & Thompson, 1914 (Pacifique ouest, synonyme de S. cyanopterus pour WoRMS[4])
  - Solenostomus paradoxus (Pallas, 1770)  - Poisson-fantôme arlequin (Indo-Pacifique tropical).

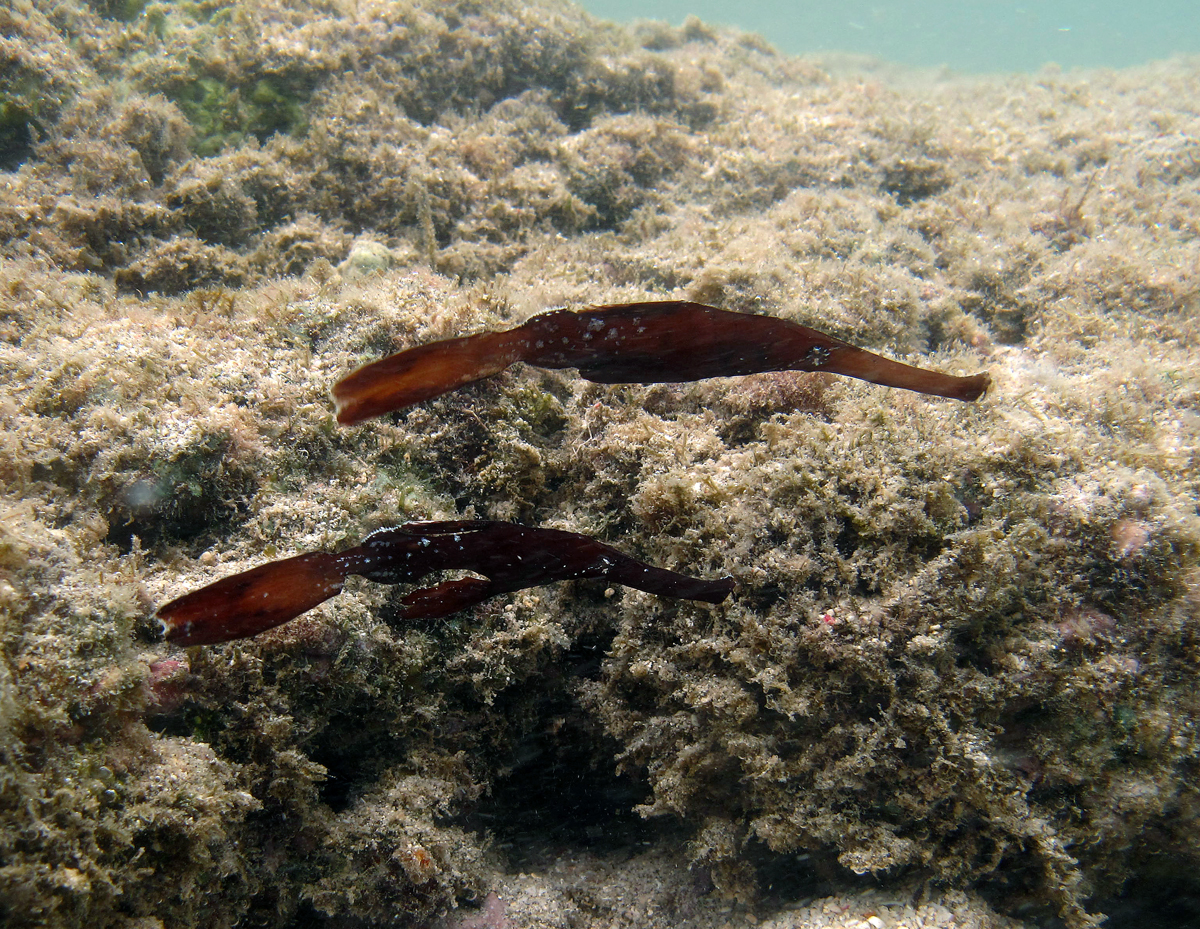
Solenostomus cyanopterus
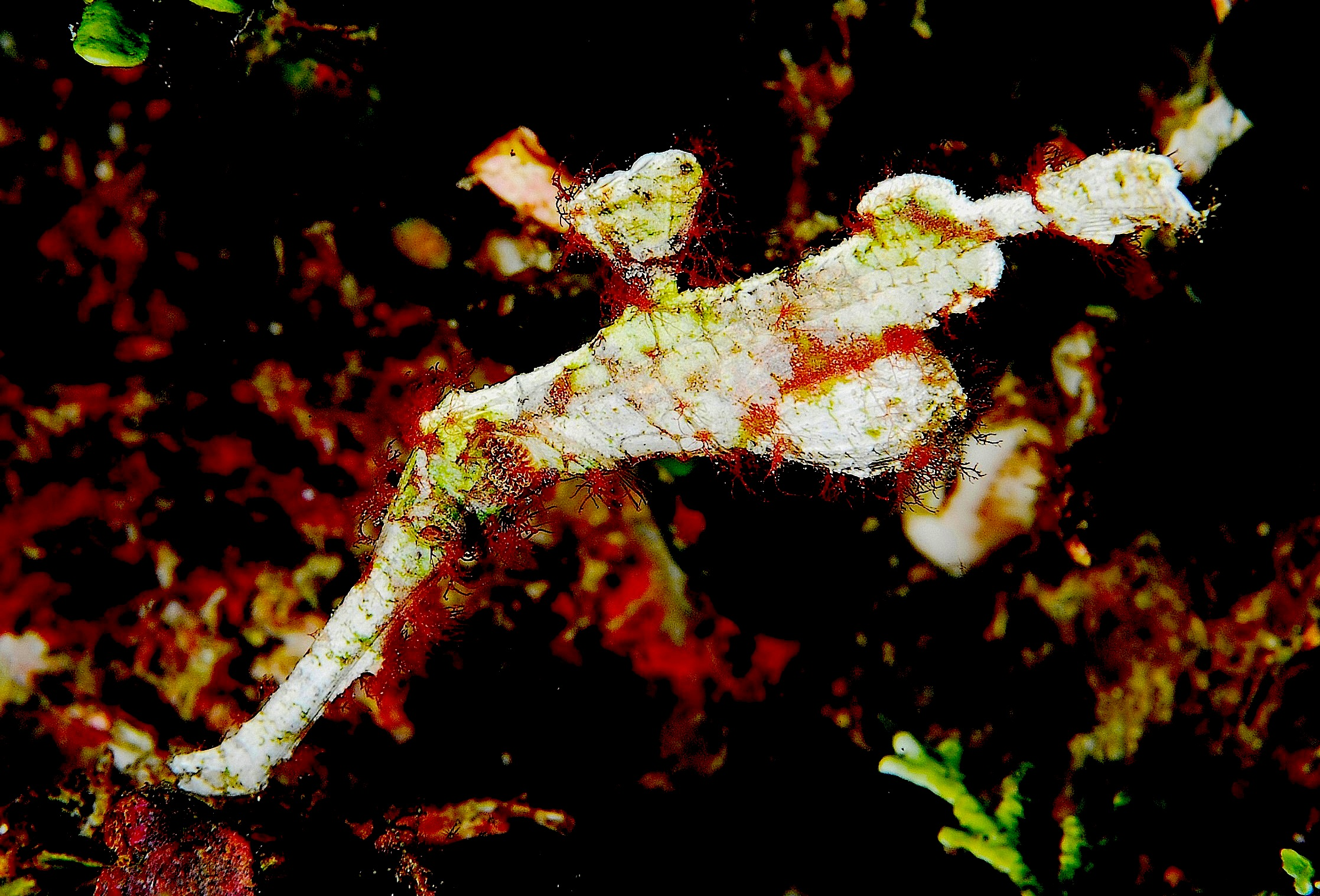
Solenostomus halimeda
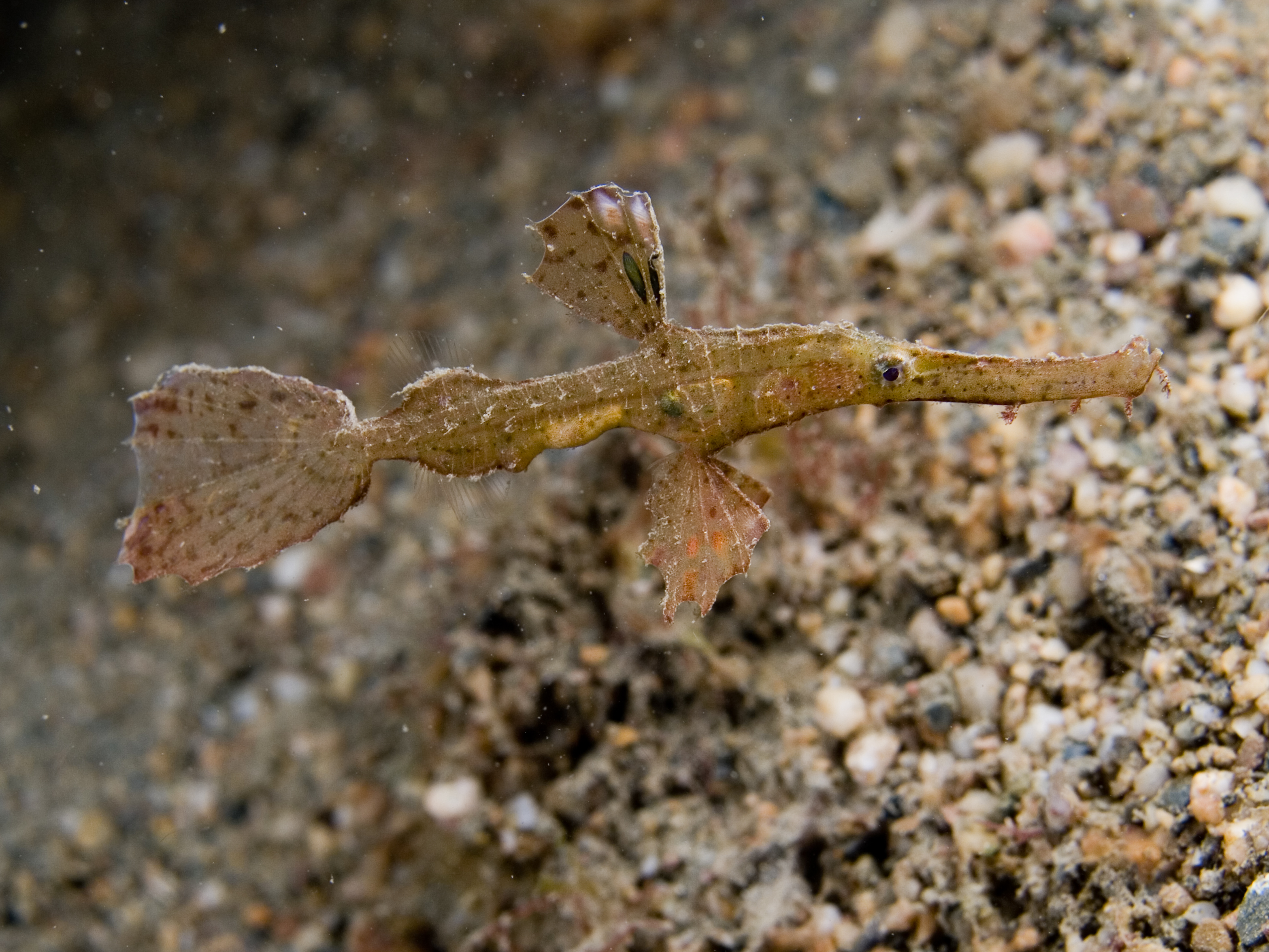
Solenostomus leptosoma
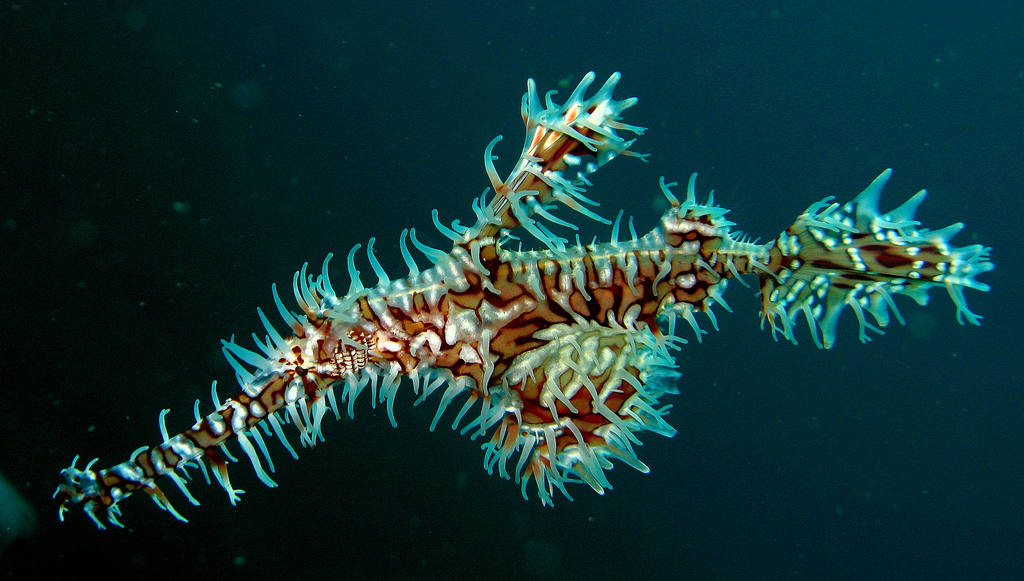
Solenostomus paradoxus